# Graf Bobby
Graf Bobby ist eine fiktive Wiener Witzfigur, die um 1900 in der Spätphase der k. u. k. Monarchie entstanden und bis in die  frühen 1990er Jahre äußerst populär war.

## Charakter
Die Witze beziehen ihre Pointe meist aus der Begriffsstutzigkeit und Naivität Bobbys. In den meisten Witzen über Graf Bobby fungieren Bobbys ebenfalls nicht real existierende Freunde Rudi und Baron Mucki als Sidekicks und Stichwortgeber. Graf Bobby und seine Freunde Graf Rudi, Baron Mucki, Graf Poldi und Baron Schmeidl zählen auch heute noch zum festen Inventar und Aushängeschild des Wiener Volkshumors.
Die Figur wurde in den 1950er Jahren so populär, dass Graf-Bobby-Witze nicht nur in Anthologien und Sammlungen erschienen, sondern auch Filme mit Graf Bobby als Hauptfigur produziert wurden. In diesen erfolgreichen Kinokomödien stellte Peter Alexander Graf Bobby dar. Auch Schallplatten mit Graf-Bobby-Witzen erschienen in den 1960er und 1970er Jahren. Hier waren unter anderem Peter Igelhoff als Bobby und Fred Rauch als Rudi bekannte Darsteller. Letzterer charakterisierte den typischen Graf-Bobby-Witz einmal folgendermaßen: „Geschichten, die niemand verletzen wollen und nur ein Ziel haben: Heiterkeit und Frohsinn zu verbreiten.“

## Graf Bobby-Witze (Auswahl)
- Graf Bobby liest in der Zeitung, dass in München jede Stunde ein Fußgänger überfahren wird. Erschüttert meint er: „Wie der das nur aushält!“
- Abendgesellschaft bei Altgraf Bobby. Es werden Kindheitserinnerungen ausgetauscht. Einer der Gäste erzählt: „Ich bin in München geboren und in Wien zur Schule gegangen.“ Bedauert ihn Graf Bobby: „Da hatten Sie aber einen weiten Schulweg!“
- Graf Bobby sitzt in seiner Küche vor einem riesigen Berg geschnittener Semmeln. Baron Mucki kommt herein und fragt: „Ja, Bobby, was machst denn da?“ – „Ich will mir a Mehlspeis kochen und da steht im Kochbuch: Man schneide drei Tage alte Semmeln. No, und ich schneid’ erst seit zwei Tagen.“
- Graf Bobby wird einberufen. „Wie wollen Sie denn Ihren Grundwehrdienst ableisten?“ – „Natürlich als General.“ – „Sind Sie wahnsinnig?!“ – „Wieso, ist das Bedingung?“
- Graf Bobby im November 1918, vor sich eine Schale Ersatzkaffee: „Das versteh ich nicht! Na, ich versteh’s wirklich nicht! So eine schöne Armee ham ma g'habt. Husaren, Dragoner, die Prachtrösser! Helm! Federbusch! Pallasch'! Und erst die Fahnen mit den schönen Stickereien. Die Kaiserjäger, die Hoch- und Deutschmeister! Und die Regimentsmusik! Was für eine Gloria! Da kann man sagen, was man will, das war die schönste Armee der Welt! Und was haben’s g'macht mit dera Armee? In Krieg haben sie’s g’schickt!“
- Graf Bobby und sein Freund Rudi gehen essen. Als sie gegessen haben, klärt Rudi auf: „Alles was wir gegessen haben, war vom Pferd.“ Graf Bobby entsetzt: „Igitt, das Apfelmus etwa auch?“

## Mediale Rezeption

### Bücher (Auswahl)
- 1940: Graf Bobby und Baron Mucki : Geschichten aus dem alten Wien (Autor: Gunter Groll unter dem Pseudonym Sebastian Grill)

Eine in München im Verlag Ernst Heimeran erschienene Anthologie, die erstmals eine großangelegte Graf Bobby-Witzesammlung in Buchform darstellte. Dieses Buch wurde zum Klassiker und Longseller im Graf-Bobby-Metier, das viele weitere Witz-Anthologien anderer namhafter Autoren über den ulkigen Grafen nach sich zog. 1989 erfolgte eine Neuauflage, diesmal jedoch im Piper-Verlag. Das von der Illustratorin Beatrice Braun-Fock gezeichnete Cover, das Graf Bobby und Baron Mucki vor dem Stephansdom zeigt, besitzt Kultstatus unter den Graf Bobby-Illustrationen.
- 1963: Graf Bobby Witze (Hrsg.: Fritz Riha, Schuler-Verlag, Stuttgart)
- 1971: Meine besten Freunde: Tünnes und Schäl, Klein Erna, Graf Bobby (Autor: Willy Millowitsch, Lichtenberg-Verlag, München)
- 1972: Graf Bobby Witze (Autor: Reinhard Federmann, Gütersloh Bertelsmann, Stuttgart)
- 1976: Graf Bobby, Baron Mucki und Poldi: 123 mal in Wort und Bild (Autor: Gunter Groll, Verlag Ernst Heimeran, München)

### Verfilmungen
- 1961: Die Abenteuer des Grafen Bobby (Regie: Géza von Cziffra)

Weil er völlig abgebrannt ist, gibt sich Graf Bobby (Peter Alexander) als seine eigene Tante aus. In Frauenkleidern begleitet er die Millionärstochter Mary (Vivi Bach) als Anstandsdame auf ihrer Europareise. Als er sich in Mary verliebt, ist das Chaos perfekt.
- 1962: Das süße Leben des Grafen Bobby (Regie: Géza von Cziffra)

Graf Bobby (Peter Alexander) und sein Freund Mucki (Gunther Philipp) wollen als Detektive zu Geld kommen. Bobby verkleidet sich als Frau, um unerkannt einen vermeintlichen Mädchenhandel auszuforschen. Dabei verliebt er sich in die Tänzerin Vera.
- 1966: Graf Bobby, der Schrecken des Wilden Westens (Regie: Paul Martin)

Graf Bobby (Peter Alexander) hat in Arizona eine Goldmine geerbt. Als er mit Freund Mucki (Gunter Philipp) dort eintrifft, stellt sich ihm der schurkische Anwalt Doc Harper in den Weg. Mit Hilfe einiger Scherzartikel kommen Bobby und Mucki in den Ruf, echte Revolverhelden zu sein.

### Sonstiges
- Der Schokoriegel Bobby ist nach Graf Bobby benannt.
- In Ungarn werden die Graf-Bobby-Witze mit Baron Mikosch erzählt.
- In der Slowakei mit Aristid und Tassilo.
- Im deutschen Kaiserreich erschienen als entsprechende Witzfiguren Major von Zitzewitz und Major von Bülow.
- Der Autor und Regisseur Sebastian Brummer schrieb für das Oberösterreichische Theater Sellawie eine Fassung mit dem Titel “Graf Bobbys neuestes Abenteuer” (Arbeitstitel waren: “Bobbys und Muckis neueste Abenteuer” so wie “Graf Bobbys letztes Abenteuer”.) Diese Fassung ist eine Hommage an alle drei Filme, die Schauspielerinnen, die Bobbys Frauen spielten, so wie dem herrlich blödelndem Schauspiel-Duo Peter Alexander und Gunther Philipp.